# Mario Hoyer
Pour les articles homonymes, voir Hoyer.
Mario Hoyer, né le 26 juillet 1965 à Ronneburg, est un bobeur est-allemand.
En 1988 à Calgary, il est médaillé de bronze olympique en bob à deux avec Bernhard Lehmann.

## Palmarès

### Jeux Olympiques
- : médaillé de bronze en bob à 2 aux JO 1988.